# Lví záliv
Lví záliv (francouzsky Golfe du Lion, okcitánsky Golf del Leon, katalánsky Golf del Lleó, španělsky Golfo de León) je jeden z větších zálivů Středozemního moře. Leží mezi mysem Creus v severovýchodním Katalánsku a francouzským městem Marseille. Podél pobřeží zálivu leží též francouzská města Montpellier a Perpignan. Spadá sem nejsevernější část pobřeží Katalánska (provincie Girona), celé pobřeží francouzského regionu Okcitánie (departementy Aude, Gard, Hérault a Pyrénées-Orientales) a západní část pobřeží regionu Provence-Alpes-Côte d'Azur (celé pobřeží departementu Bouches-du-Rhône a nejzápadnější malá část pobřeží departementu Var). Do Lvího zálivu vtékají řeky Tech, Têt, Agly, Aude, Orb, Hérault, Vidourle a Rhôna.
Panuje na něm tzv. katabatický vítr zvaný mistrál.

## Etymologie
Lví záliv dostal své jméno někdy ve 13. století z latinského mare Leonis, patrně proto, že byl zrádný a nebezpečný jako lev. Staří Římané a Řekové mu říkali Galský záliv.

## Geologie
Lví záliv vznikl v oligocénu až miocénu, kdy sardinsko-korsický blok rotoval proti směru hodinových ručiček a proti evropskému kratónu. Tento pohyb oživil složitou tektonickou strukturu, která zde byla od tethyjské evoluce a pyrenejského vrásnění v eocénu. Pyrenejský horotvorný proces stlačil a zesílil zemskou kůru. Předpokládá se, že na rozhraní zálivu a Středozemního moře by mohla být ložiska ropy.